# Rhyticeros narcondami
El cálao de la Narcondam (Rhyticeros narcondami) es una especie de ave coraciforme de la familia Bucerotidae endémica de la isla Narcondam del archipiélago de las islas Andamán, pertenecientes a la India. La especie fue descrita por Allan Octavian Hume en 1873, y está en peligro de extinción

## Descripción

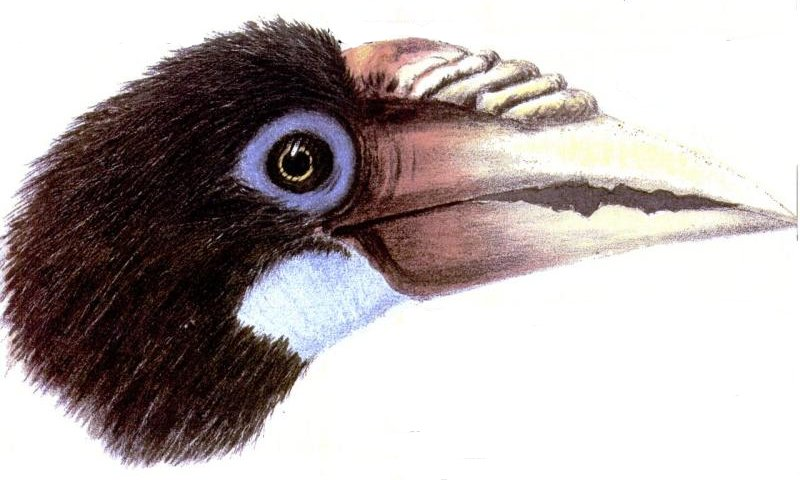
Cabeza de hembra (C P Cory, 1901)

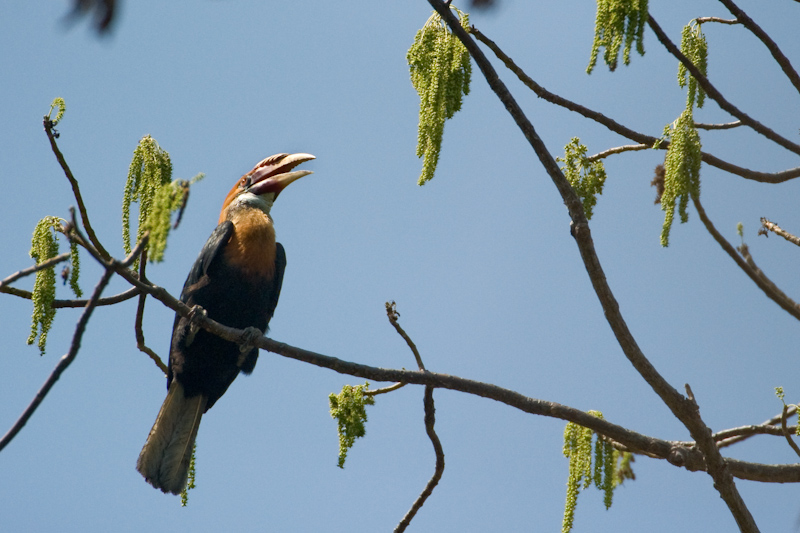
Ejemplar posado un árbol

El cálao de la Narcondam mide 66 cm de largo. Los machos y hembras tienen plumaje diferente, aunque ambos tienen el cuerpo negro con irisaciones verdes en las partes superiores y la cola blanca. Los machos tienen la cabeza y el cuello de color castaño claro, mientras que en las hembras es negro, aunque ambos presentan la garganta de color blanco azulado. Tanto los machos como las hembras presentan algunos pliegues en la parte superior de su gran pico, junto a la base, que es largo y curvado hacia abajo, de color parduzco con la base rosada. Presentan carúnculas azules alrededor del ojo. El iris de los machos es naranja mientras que el de las hembras es pardo verdoso con un borde amarillo claro. Sus patas son negruzcas con las plantas amarillas.
Los adultos emiten un sonido «ka- ka- ka» cuando vuelan, y un «ko ... kokoko..ko..kok.. kok» cuando están en el nido. Los polluelos emiten llamadas de tipo «chiu» para que los alimenten. Durante el cortejo realizan rituales de alimentación. Prefieren anidar en árboles de los géneros Sideroxylon y Sterculia. Suelen acosar a los pigargos orientales que vuelen cerca de su nido.

## Distribución y conservación
La totalidad de la población (estimada en unos 434 individuos en 2000) está confinada en la isla de Narcondam de las islas Andaman. La pequeña isla está cubierta de bosque, se alcanza hasta los 700 m sobre el nivel del mar y está prácticamente despoblada. La isla es azotada con frecuencia por los ciclones de la bahía de Bengala. Se han estimado densidades de población de 54 a 72 aves por kilómetro cuadrado, y la isla tiene 6,8 km². Desde 2009 está clasificado como especie en peligro de extinción. Se ha estimado que su densidad reproductiva es de 2,8 parejas por kilómetro cuadrado.
No se ha conseguido reproducir a estas aves en cautividad. En 1972 el ornitólogo S. A. Hussain visitó la isla y capturó dos cálaos adultos y sus polluelos. Los dos pollos fueron llevados a Bombay después de que el macho muriera durante el viaje y la hembra se escapara en Madrás, y nunca se la volviera a encontrar. Los pollos crecieron y vivieron unos 6 años, pero a medida que crecían la hembra se mostró cada vez más agresiva con su hermano macho, hasta que murió como resultado de las heridas producidas en un accidente.